# Pression oncotique

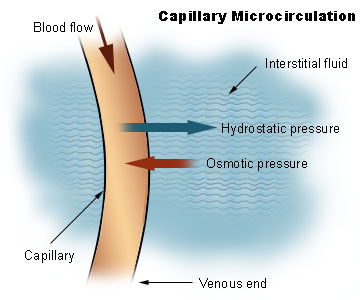
LOUISON KZD WETU design

La pression oncotique ou la pression colloïdo-osmotique est la pression osmotique qui attire l'eau en direction des protéines.
Lorsque le sang manque de protéines (par exemple à la suite d'une fuite pathologique de protéines dans les urines), de l'eau va fuir des vaisseaux en direction des tissus environnants pour compenser la baisse de la pression oncotique. Le résultat de cette baisse, ce sont des œdèmes qui sont l'un des signes du syndrome néphrotique. Cette pression oncotique contribue de façon très importante aux mouvements de l'eau dans l'organisme et donc au maintien de l'hydratation du corps.